# Коккилай
Коккилай (там. கொக்குளாய்; синг. කෝකිලායි) — лагуна на востоке Шри-Ланки в округе Муллайтиву (Восточная провинция). Площадь — 30 км². Максимальная глубина — 4 метра.
Лагуну питают несколько мелких рек. Она связана с морем узким каналом. Вода лагуны является солоноватой.
Лагуна окружена лесом, скрэбами и заливными полями. Лагуна имеет морские травы, мангры и большое разнообразие водоплавающих птиц, включая утки, баклановые, пеликаны, цаплевые, аистовые, фламинго и другие прибрежные птицы.